# Hórreo de Lusarreta (Arce)

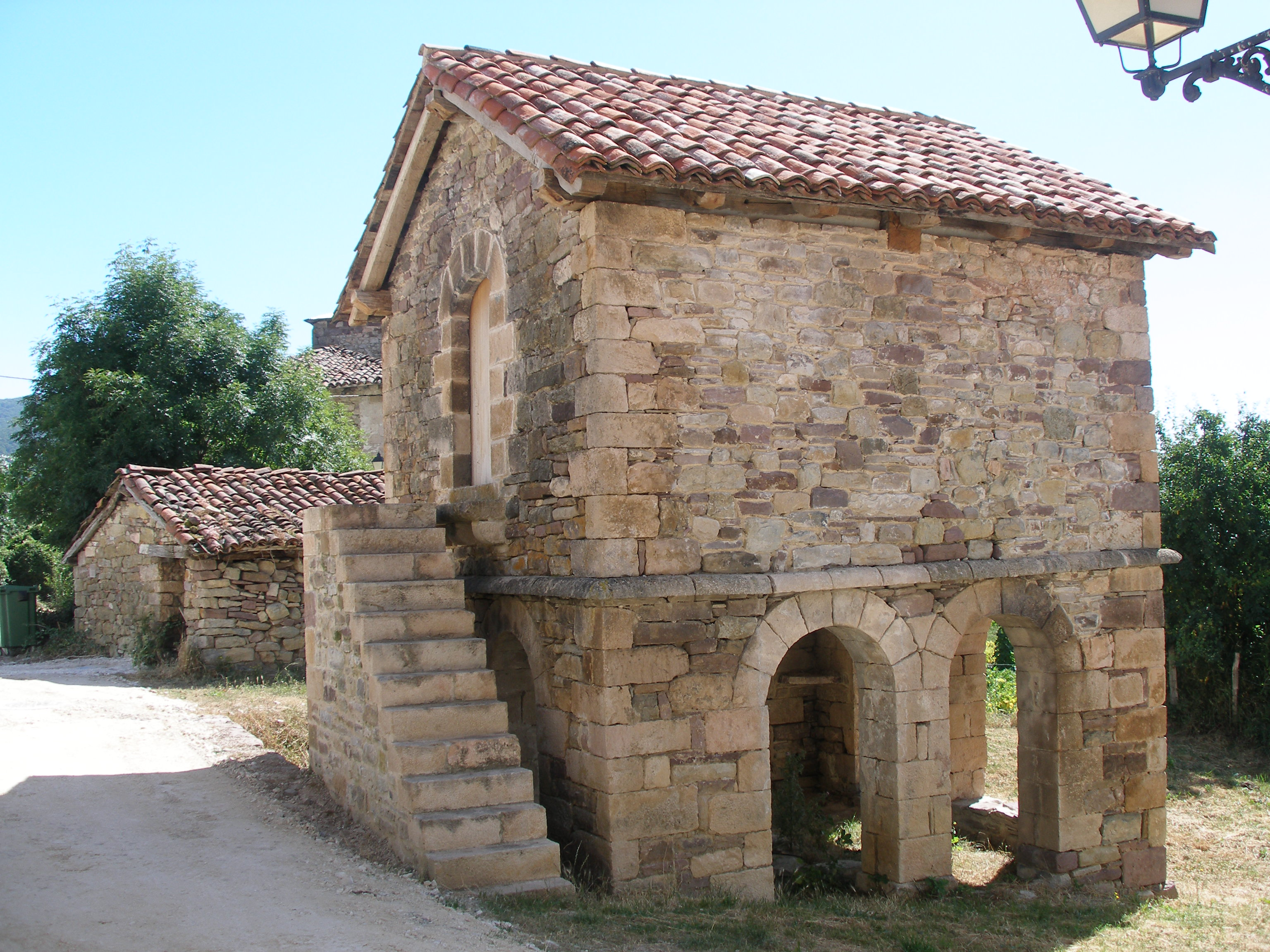
Hórreo in Arce

Der Hórreo de Lusarreta in Arce, einer spanischen Gemeinde in der Autonomen Gemeinschaft Navarra, wurde im 19. Jahrhundert errichtet. Der Hórreo ist seit 1993 ein geschütztes Kulturdenkmal (Bien de Interés Cultural). 
Der Unterbau besteht aus einem offenen Fundament mit Rundbögen, der aus Hausteinen gemauert ist. Eine Treppe an der Giebelseite führt zum Speicherraum. Der Hórreo aus Bruchsteinmauerwerk besitzt eine Eckquaderung und wird von einem Satteldach gedeckt.